# میچای روچاپان
میچای روچاپان (تایلندی: มีชัย ฤชุพันธุ์؛ زادهٔ ۲ فوریهٔ ۱۹۳۸) سیاستمدار اهل تایلند است. وی از ۲۴ مه ۱۹۹۲ تا ۱۰ ژوئن ۱۹۹۲ نخست‌وزیر موقت تایلند بود.
وی همچنین برندهٔ جوایزی همچون نشان فیل سفید شده‌است.